# Muhabura

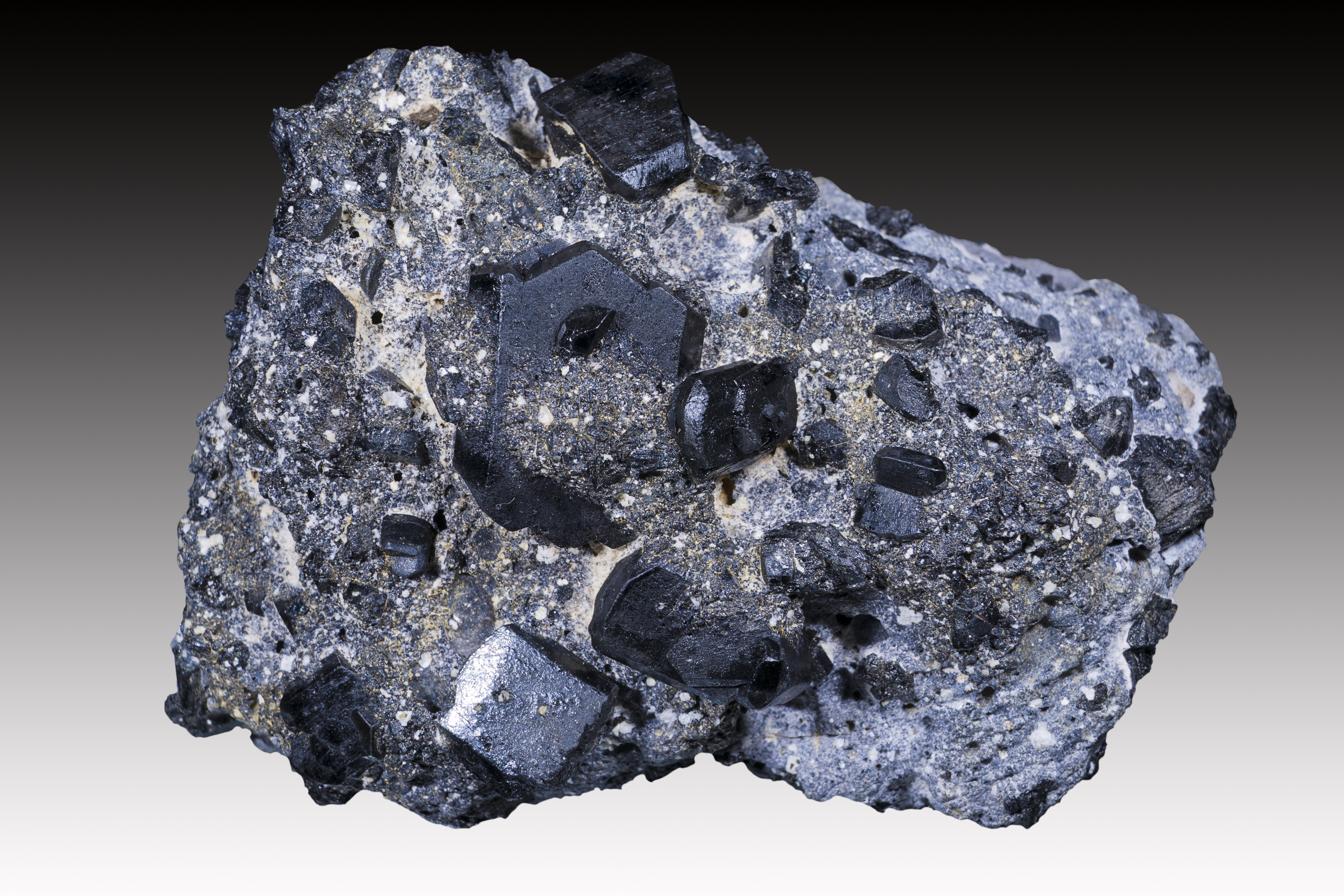
Augit von Muhabura

Der Muhabura (auch Muhavura oder Muhawura) ist ein Vulkan auf der Grenze von Ruanda und Uganda und gehört zur Virunga-Kette. Mit 4127 m ist der Muhabura der dritthöchste der acht Virunga-Vulkane. Der Berg liegt innerhalb des Volcanoes Nationalparks in Ruanda und zu einem kleinen Teil im Mgahinga-Gorilla-Nationalpark in Uganda. Für Touristen ist der Berg von ugandischer Seite aus erschlossen. Auf der Spitze liegt ein kleiner Kratersee. Westlich des Muhabura liegt der Gahinga.